# New Scientist
New Scientist (có nghĩa chữ là "Nhà khoa học mới") là tạp chí tiếng Anh xuất bản hàng tuần, đăng tải về tất cả các khía cạnh của khoa học và công nghệ. Tạp chí xuất bản lần đầu vào ngày 22 tháng 11 năm 1956, có trụ sở tại London, xuất bản các ấn bản tại Anh, Hoa Kỳ và Australia. Từ năm 1996 tạp chí có phiên bản trực tuyến.
Tạp chí được bán tại các cửa hàng bán lẻ (phiên bản giấy) và theo thuê bao (bản giấy và/hoặc trực tuyến), tạp chí bao gồm tin tức, đặc điểm, đánh giá và bình xét về khoa học, công nghệ và ý nghĩa của bài báo. Tạp chí cũng xuất bản các bài báo mang tính quan sát từ kỹ thuật đến triết học.

## Lịch sử
Tạp chí do Tom Margerison, Max Raison và Nicholas Harrison thành lập năm 1956  với tên "The New Scientist", số 1 xuất bản ngày 22 tháng 11 năm 1956, với giá một shilling (hai mươi pound, tiền thập phân ở Anh; ngày nay là £157,63). Từ đầu năm 1961, quán từ "The" đã bị loại khỏi tiêu đề.
Sau đó tạp chí khoa học hàng tháng của Anh, Science Journal, xuất bản năm 1965–71, đã sáp nhập với New Scientist và cho ra New Scientist and Science Journal.
Năm 1970, Tập đoàn Reed, sau này trở thành Reed Elsevier, đã mua lại New Scientist khi sáp nhập với IPC Magazines. Reed đã giữ lại tạp chí khi họ bán hầu hết các tiêu đề tiêu dùng của mình trong việc mua lại quản lý cho TI Media.

## Định dạng hiện tại
Trong thế kỷ 21 cho đến tháng 5 năm 2019, New Scientist bao gồm các phần sau: Nhà lãnh đạo, Tin tức (Trả trước), Công nghệ, Ý kiến (phỏng vấn, bài viết và quan điểm), Tính năng (bao gồm bài báo), CultureLab (đánh giá sách và sự kiện), Phản hồi (hài hước), Lời cuối cùng (câu hỏi và câu trả lời) và Việc làm & Nghề nghiệp. Một phim hoạt hình Tom Gauld xuất hiện trên trang Letters.
Phần thư của độc giả thảo luận về các bài báo và thảo luận gần đây cũng diễn ra trên trang web. Người đọc đóng góp các quan sát về các ví dụ về giả khoa học cho Phản hồi, và đưa ra các câu hỏi và câu trả lời về các chủ đề khoa học và kỹ thuật cho Last Word. Nhà khoa học mới đã sản xuất một loạt sách được biên soạn từ những đóng góp cho Last Word.
Từ số 3228 ngày 4 tháng 5 năm 2019 New Scientist đã giới thiệu một giao diện mới, với "thiết kế được cập nhật một chút, với... cảm giác tươi hơn, sáng hơn". Một phần "Lượt xem" dành riêng đã được thêm vào giữa các báo cáo tin tức và các tính năng chuyên sâu, bao gồm thư, bình luận và đánh giá của độc giả về khoa học, văn hóa và xã hội. Các chuyên mục thường xuyên đã được giới thiệu và các cột trong các trang văn hóa. "Các trang sau" nhẹ nhàng bao gồm Phản hồi lâu dài và Lời cuối cùng, các câu đố và phần Hỏi & Đáp.
Có 51 bản xuất một năm, với một bản xuất kép vào Giáng sinh và Năm mới. Bản xuất kép trong năm 2014 là phiên bản thứ 3.000 của tạp chí.